# Phosphoéthanolamine
La phosphoéthanolamine, ou phosphoryléthanolamine, est un composé chimique de formule H2N–CH2–CH2–OPO(OH)2. Ce phosphate d'éthanolamine est un constituant important de certains phosphoglycérides, appelés phosphatidyléthanolamines, et des certaines sphingomyélines. Il possède deux valeurs de pKa : 6,51 et 10,39.

Structure d'une phosphatidyléthanolamine.

## Controverse brésilienne
Pendant des années, Gilberto Chierice, professeur de chimie au campus de São Carlos de l'université de São Paulo, a utilisé les ressources d'un laboratoire du campus pour fabriquer, distribuer et promouvoir officieusement le médicament auprès des patients atteints de cancer sans qu'il ait été soumis à des essais cliniques. En septembre 2015, les administrateurs de l'université ont commencé à empêcher le professeur de poursuivre cette pratique. En octobre 2015, plusieurs tribunaux brésiliens ont statué en faveur des plaignants qui voulaient avoir le droit de tester le composé. Cependant, un tribunal d'État a annulé la décision des tribunaux inférieurs un mois plus tard. Jailson Bittencourt de Andrade, secrétaire du ministère brésilien de la science et de la technologie, a déclaré que le ministère prévoit de financer d'autres recherches sur le composé, mais qu'il faudra des années avant qu'une détermination puisse être faite sur la sécurité et l'efficacité de la phosphoryléthanolamine chez l'homme.